# Olaf Johannessen

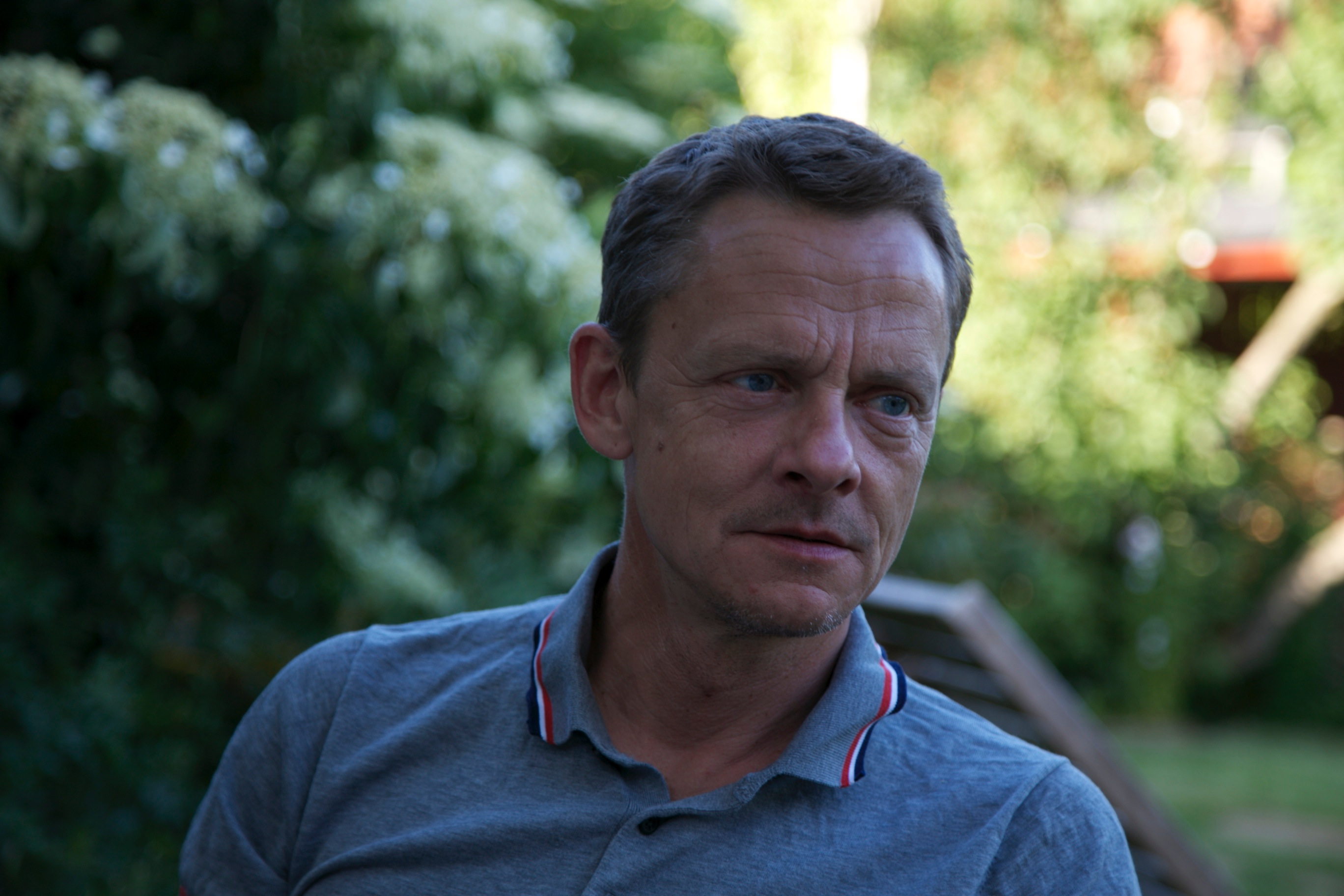
Olaf Johannessen

Olaf Heine Johannessen (* 8. Juli 1961 in Tórshavn, Färöer) ist ein färöischer Schauspieler.

## Leben
Olaf Johannessen stammt aus einer Theater- und Schauspielerfamilie. Sein Vater ist der färöische Theaterregisseur Eyðun Johannessen und die Schauspielerin Annika Johannessen ist seine Schwester. Er absolvierte Mitte der 1980er-Jahre eine Ausbildung als Schauspieler an der Schauspielschule am Odense Teater. Im Anschluss ging er ans Aarhus Teater, wo er als festes Ensemblemitglied u. a. Hauptrollen in Lykke-Peer (1988), Roberto Zucco (1991) und Hamlet (1992) ausfüllte. Von 1994 bis 2004 war er für zehn Jahre Ensemblemitglied am Königlich Dänischen Theater in Kopenhagen. Ab 1999 begann er parallel dazu in Film- und TV-Produktionen mitzuwirken, eine Richtung, die er nach seinem Weggang vom Königlichen Theater noch verstärkte.
Insbesondere durch die dänische TV-Serie Forbrydelsen wurde Olaf Johannessen in der Rolle des Ministerpräsidenten Kristian Kamper im Jahre 2012 einem breiteren Publikum bekannt. Für diese Rolle wurde er im Frühjahr 2013 von der Dänischen Filmakademie mit einem Robert ausgezeichnet. Der Robert wird allgemein als das dänische Gegenstück zum Oscar angesehen. In einem Zeitungsinterview erklärte Olaf Johannessen im Jahr 2012, dass ihm bei der Rollenvorbereitung neben der Figur des früheren britischen Premierministers Tony Blair sowie dänischen Politikern wie Anders Fogh Rasmussen insbesondere die Figur des damaligen norwegischen Ministerpräsidenten Jens Stoltenberg als Vorbild zur Einstudierung der Rolle des Kristian Kamper gedient hätte.
In den letzten Jahren war Olaf Johannessen ebenfalls auf der Theaterbühne in Deutschland zu sehen. Am Schauspielhaus Düsseldorf trat er in verschiedenen Stücken auf, zuletzt im Frühjahr 2013 in der Rolle des Peer Gynt im gleichnamigen Theaterstück von Henrik Ibsen. Für seine Leistung in dieser Rolle erhielt er im Herbst 2013 eine Nominierung für den Deutschen Theaterpreis Der Faust.
Anfang November 2013 gehörte Olaf Johannessen ebenfalls zu den sechs nominierten Schauspielern für die diesjährige Verleihung des Teaterpokalen. Dieser mit 50.000 dänischen Kronen dotierte Preis wird von der Vereinigung der dänischen Theaterjournalisten und -kritiker vergeben und ist der wohl bedeutendste dänische Theaterpreis. Olaf Johannessen erhielt die Nominierung für seine herausragende Darstellung des Arnolphe in Molières Die Schule der Frauen im Kopenhagener Grønnegårds Teatret in diesem Jahr.
Am 17. Dezember 2014 wurde Olaf Johannessen von der Vereinigung der dänischen Theaterjournalisten mit dem dänischen Theaterpokal für die beste schauspielerische Leistung des Jahres 2014 ausgezeichnet. Er erhielt ihn für seine Rolle als Nazi-Schreibtischtäter Adolf Eichmann in Adam Price’ Theaterstück Samtale før døden (Gespräch vor dem Tod), dass im Herbst 2014 am Betty Nansen Teatret in Kopenhagen auf dem Programm stand.
Anfang 2015 stand Olaf Johannessen erneut am Betty Nansen Teatret auf der Bühne, diesmal in der Rolle des Hendrik Höfgen in dem Theaterstück Mefisto, das auf Klaus Manns Roman Mephisto basiert.

## Theaterauftritte (Auswahl)
- 2009 Hjorten (V. Nielsen) im Teatret ved Sorte Hest – Regie: Vivian Nielsen
- 2009 Language of Hope (Das Beckwerk) in „Det Kongelige Teater“ (Gæstespil på Dramaten) – Regie: Das Beckwerk
- 2009 Richard III (W. Shakespeare) in „Det Kongelige Teater“ – Regie: Staffan Valdemar Holm
- 2009 PPP (C. Flygare) im „Mamutteatret“ – Regie: Minna Johannesson
- 2009 Krasnoyarsk (J. Harstad) im „Café Teatret“ – Regie: Line Paulsen
- 2009 Rødt og grønt (A. Saalbach) in „Det Kongelige Teater“ – Regie: Søren Iversen
- 2011 Karte und Gebiet (M. Houellebecq) im „Schauspielhaus Düsseldorf“ – Regie: Falk Richter
- 2011 Büchner (Richter) im „Schauspielhaus Düsseldorf“ – Regie: Falk Richter
- 2013 Peer Gynt (H. Ibsen) im „Schauspielhaus Düsseldorf“ – Regie: Staffan Valdemar Holm
- 2013 Schule der Frauen (Molière) im „Grønnegårds Teatret“, Kopenhagen – Regie: Madeleine Røn Juul
- 2014 Samtale før døden (Adam Price) im „Betty Nansen Teatret“ – Regie: Peter Langdal
- 2015 Mefisto (Ariane Mnouchkine) im „Betty Nansen Teatret“ – Regie: Peter Langdal
- 2015 Heksejagt (Arthur Miller) in „Det Kongelige Teater“ – Regie: Roger Vontobel
- 2015–2016 Rose Bernd (Gerhart Hauptmann) im Schauspielhaus Bochum – Regie:  Roger Vontobel
- 2015–2016 Puntila (Bertolt Brecht) in „Det Kongelige Teater“ – Regie: Staffan Valdemar Holm

## Filmografie (Auswahl)
- 1995: Verden er vaad og lys
- 1999–2000: Morten Korch – Ved stillebækken
- 2009: Der Pakt (Pagten, Fernsehserie, 9 Folgen)
- 2010: Alting bliver godt igen
- 2010: Blekingegade
- 2011: Borgen – Gefährliche Seilschaften (Borgen, Fernsehserie, 1 Folge)
- 2012: Kommissarin Lund – Das Verbrechen III (Forbrydelsen III)
- 2014: 1864 – Liebe und Verrat in Zeiten des Krieges (1864, Fernsehserie, 5 Folgen)
- 2015: Die Brücke – Transit in den Tod III, (Broen III, Fernsehserie)
- 2015: Die Hüterin der Wahrheit (Skammerens datter, Fantasy-Film)
- 2019: Follow the Money (Fernsehserie)
- 2022: Trom – Tödliche Klippen (Fernsehserie)
- 2024: Die Wärterin (Vogter)

## Auszeichnungen
- 2004: Olaf Poulsens Mindelegat
- 2008: Nominierung für den Theaterpreis Reumert als Bester Nebendarsteller
- 2009: Poul Reumerts Mindelegat
- 2010: Lauritzen-Preis[11]
- 2013: Robert-Filmpreis für die beste männliche Nebenrolle in der TV-Serie Forbrydelsen[12]
- 2013: Nominierung für den Deutschen Theaterpreis „Der Faust“ als bester Darsteller/Schauspiel
- 2013: Nominierung für den Dänischen Theaterpokal
- 2013: Ernennung zum Ritter des Dannebrog-Ordens[13]
- 2014: Ole Haslunds Künstlerlegat
- 2014: Dänischer Theaterpokal
- 2015: Dänischer Theaterpreis Reumert in der Kategorie Männliche Hauptrolle des Jahres für seine darstellerischen Leistungen in den Theaterstücken Samtale før døden und Mefisto am Betty-Nansen-Theater sowie Heksejagt am Königlichen Theater.[14]
- 2016: Dänischer Theaterpreis Reumert in der Kategorie Männliche Hauptrolle des Jahres für seine Darstellung des finnischen Gutsbesitzers im Theaterstück Puntila am Königlichen Theater.[15]